# Deutsche Tischtennis-Meisterschaft 1947
Die 15. nationale Deutsche Tischtennis-Meisterschaft fand vom 7. bis 8. Dezember 1946 in Heppenheim statt. In den Annalen wird sie als DM 1946/47 geführt.
Wegen der unten beschriebenen Umstände fehlten einige Spitzenspieler, weshalb manche Aktive aus der „zweiten Reihe“ auf sich aufmerksam machen konnten. Im Gegensatz zu den vorherigen Meisterschaften waren Österreicher nicht mehr vertreten.
Hilde Bussmann gewann zwei Goldmedaillen, nämlich im Einzel und im Damendoppel mit Karin Lindberg, zudem Silber im Mixed mit G.Schwarz. Erstmals wurde Dieter Mauritz deutscher Meister, im Herrendoppel siegten Helmuth Hoffmann/Karlheinz Simon. Den Titel im Mixed holten Bernie Vossebein/Ilse Lohmann. Auch Ilse Lohmann erreichte alle Endspiele.
| Platz | Herreneinzel     | Dameneinzel    | Herrendoppel                     | Damendoppel                   | Mixed                         |
| ----- | ---------------- | -------------- | -------------------------------- | ----------------------------- | ----------------------------- |
| 1     | Dieter Mauritz   | Hilde Bussmann | Helmuth Hoffmann/Karlheinz Simon | Hilde Bussmann/Karin Lindberg | Bernie Vossebein/Ilse Lohmann |
| 2     | Helmuth Hoffmann | Ilse Lohmann   | Jupp Schlaf/Bernie Vossebein     | Ilse Lohmann/G.Schwarz        | Heinz Vossen/Hilde Bussmann   |
| 3     | Bernie Vossebein | Ilse Donath    | K. Strixner/Walter Than          | Jentsch/Hanne Witt            | Erich Deisler/Karin Lindberg  |
| 3     | Heinz Benthien   | Karin Lindberg | Heinz Benthien/Erich Deisler     | Berti Capellmann/Carduck      | Gerlach/Berti Capellmann      |

1. ↑  Frl. Schwarz (DSC Hagen) laut Badische neueste Nachrichten, 10. Dezember 1946, Seite 4 (abgerufen am 5. April 2025) und Zeitschrift DTS, 1941/9, Seite 47
2. ↑  Möglicherweise ein Schreibfehler. Bekannt war damals ein "Ludwig Strixner" von MTV München
3. ↑  Jensch laut Deutscher Tischtennisbund (abgerufen am 3. April 2025)
4. ↑  K. Hillenkötter/E. Everding laut Deutscher Tischtennisbund (abgerufen am 4. April 2025)
5. ↑  Frl. Carduck (ESV Blau-Rot Bonn) laut Zeitschrift DTS, 1950/23 und auch Eschweiler laut DTS 1972/20 Seite 54

Einige Ergebnisse
- Endspiel Herren: Mauritz – Hofmann 3:1
- Endspiel Damen: Bussmann – Lohmann 3:0
- Endspiel Mixed: Vossebein/Lohmann – Vossen/Bussmann 3:0

## Umfeld
Da es nach dem Zweiten Weltkrieg erst ab 1947 Tischtenniszeitungen gab ist eine Berichterstattung so gut wie nicht vorhanden.
Der Nachkriegszeit geschuldet waren die Umstände schwierig. Heppenheim gehörte zur amerikanischen Besatzungszone. „Einwanderungen“ aus anderen Besatzungszonen waren illegal, dennoch reisten einige Teilnehmer „schwarz“ ein. Mehrere Aktive übernachteten im ortsansässigen Irrenhaus. Bemerkenswert zudem, dass zum Zeitpunkt dieser Meisterschaft der Deutsche Tischtennis-Bund noch gar nicht gegründet war.
Organisiert wurde diese Meisterschaft von den hessischen Funktionären Hermann Lutz, Heinz Fuß und Peter Bunn.